# Pinellia integrifolia
Pinellia integrifolia är en kallaväxtart som beskrevs av Nicholas Edward Brown. Pinellia integrifolia ingår i släktet Pinellia och familjen kallaväxter. Inga underarter finns listade.